# Богословка (Хакасия)
Богословка — деревня в городском округе город Саяногорск Республики Хакасия России. До этого входила в состав Майнского поссовета.

## География
Расположена в 15 км к западу от пгт Майна, на правом берегу реки Уй, левого притока Енисея.
На территории деревни в реку Уй впадают речка Селенга и ручьи: Малый Кашкарный, Большой Кашкарный, Сидоров.

## История
Образована в 1895 году переселенцами, которые дали название поселению Богословское. В Богословке существовала артель, занимавшаяся изготовлением деталей обоза: полозов, колёсных ободов, копыл, спиц и др. 

### Богословский леспромхоз
В 1958 году на базе Богословского лесозаготовительного участка Бейского промкомбината создан Богословский леспромхоз (БЛПХ). На период образования БЛПХ имел 15 лошадей-тяжеловозов, 2 трактора и 1 автомобиль ГАЗ-51. Относился к Хакасскому областному управлению лесной промышленности. В 1959 году получили ещё 3 трактора и 6 автомобилей марки «Студебекер», участвовавших в Великой Отечественной войне, поставляемых США по лендлизу. В БЛПХ входили Богословский лесозаготовительный участок, Ташебинский лесоучасток, лесопильный, столярный и швейный цеха. Максимальный объём производства пиломатериалов: 30 тыс. м² (1987). БЛПХ преобразовался в АО «Лес» в 1992 году, в АО «Богословский леспромхоз» в 1993 году. Закрыт как нерентабельный в 1999 году.

## Население
Численность населения: 120
| Год  | Численность | Численность |
| ---- | ----------- | ----------- |
| 2015 | 0           | [ 3 ]       |
| 2021 | 176         | [ 1 ]       |

## Образование
Имелась начальная школа. Здание школы считается непригодным для осуществления обучения детей. Осуществляется подвоз учащихся в школу в посёлок городского типа Майна